# Laelapia notata
Laelapia notata là một loài bướm đêm thuộc phân họ Arctiinae, họ Erebidae.